# كرون غراسي
كرون غراسي (بالبرتغالية: Kron Gracie؛ مواليد 11 يوليو 1988) هو مُقاتل فنون قتالية مختلطة ومصارع إخضاع ومدرب برازيلي.

## وصلات خارجية
- كرون غراسي على موقع يو إف سي (الإنجليزية)
- كرون غراسي على موقع شيردوغ (الإنجليزية)
- كرون غراسي على موقع Tapology.com (الإنجليزية)
- كرون غراسي على موقع IMDb (الإنجليزية)